# Гимольское
Ги́мольское — озеро в западной части Республики Карелия, на границе Суоярвского (южный берег) и Муезерского (северный берег) районов.
Озеро имеет удлинённую форму, вытянуто с северо-запада на юго-восток. Берега песчано-валунные, низкие, покрыты в основном сосновым лесом. Число островов около 60, общей площадью 9 км². Площадь поверхности — 80,5 км², площадь водосборного бассейна — 2670 км².
В озеро впадают реки Суна, Торосозерка, Вотто, Ушкала и Бола. Из южной части озера вытекает Суна.
Дно покрыто в основном серым илом. Озеро мелководное, наиболее глубоководным является центральный плёс.
Высшая растительность представлена слабо, в основном тростником в отдельных заливах.
В озере обитают ряпушка, плотва, сиг, щука, лещ, окунь, ёрш и налим.
В 1950-х годах на озере существовало пассажирское сообщение Управления по транспортному освоению малых рек и озёр при Совете министров Карело-Финской ССР (как часть линии Поросозеро — Клюшина Гора, проходившей по Гимольской системе озёр). Линию обслуживал мотокатер № 11.

## Панорама

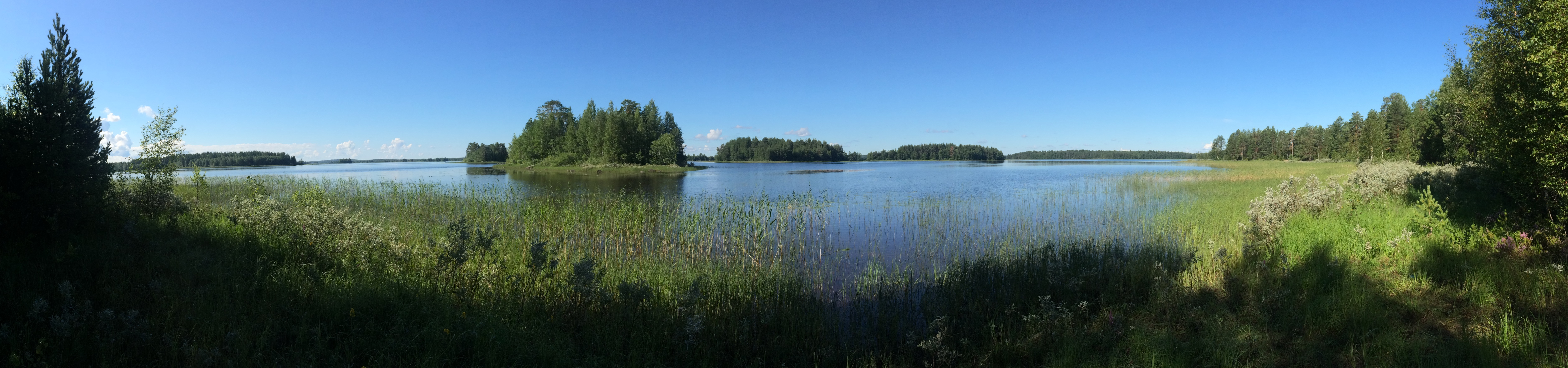
Панорама